# روبرت ن. كلايتون
روبرت ن. كلايتون (بالإنجليزية: Robert N. Clayton)‏ هو أستاذ جامعي وكيميائي أمريكي وكندي، ولد في 20 مارس 1930 في هاميلتون في كندا، وتوفي في 30 ديسمبر 2017 في ميشيغان سيتي في الولايات المتحدة.